# I liga czeska w rugby (2012/2013)
I liga czeska w rugby (2012/2013) – dwudziesta edycja drugiej klasy rozgrywkowej w rugby union w Czechach. Zawody odbywały się w dniach 23 września 2012 – 8 czerwca 2013 roku.
Bezpośrednio do Ekstraligi awansowali rugbyści RC Brno Bystrc, drugi w tabeli zespół TJ Sokol Mariánské Hory przegrał zaś barażowy dwumecz z przedostatnią drużyną Ekstraligi, JIMI RC Vyškov.

## System rozgrywek
W lipcu 2011 roku Česká rugbyová unie ogłosił system rozgrywek na dwa kolejne sezony. Jego wprowadzenie argumentowane było chęcią podniesienia jakości czeskiego rugby. W sezonie 2012/2013 w I lidze występować miało sześć najlepszych zespołów z poprzedniego sezonu oraz dwóch spadkowiczów z Ekstraligi z możliwością awansu do najwyższego poziomu czeskich rozgrywek dla zwycięzcy. Walne zgromadzenie związku w maju 2012 roku wycofało się jednak z tej decyzji, po debacie pozostawiając wszystkie osiem zespołów w Extralidze, ustalając jednocześnie nowy system rozgrywek, jako że nie przewidziano spadków, awansów ani baraży pomiędzy obiema ligami.
Rozgrywki ligowe prowadzone były zatem dla siedmiu uczestniczących drużyn systemem kołowym według modelu dwurundowego w okresie jesień-wiosna, przy czym w każdej kolejce jedna z drużyn pauzowała. Najlepszy zespół uzyskał awans do najwyższej klasy rozgrywkowej, drugi zaś otrzymał szansę awansu w dwumeczowym barażu z przedostatnią drużyną Ekstraligi.

## Drużyny
| Klub                    | Miasto                 |
| ----------------------- | ---------------------- |
| RC Slovan Bratysława    | Bratysława             |
| RC Brno Bystrc          | Brno                   |
| TJ Sokol Mariánské Hory | Mariánské Hory–Ostrawa |
| RC Olomouc              | Ołomuniec              |
| RK Petrovice            | Petrovice, Praga 10    |
| RC Přelouč              | Přelouč                |
| RC Zlín                 | Zlin                   |

## Mecze
| Nr            | Data          | Mecz                                     | Wynik         |               | Nr            | Data                                     | Mecz          | Wynik |
| I. kolejka    | I. kolejka    | I. kolejka                               | I. kolejka    | II. kolejka   | II. kolejka   | II. kolejka                              | II. kolejka   |       |
| ------------- | ------------- | ---------------------------------------- | ------------- | ------------- | ------------- | ---------------------------------------- | ------------- | ----- |
| 1             | 23.9. 14:00   | RC Přelouč – RC Zlín                     | 55:07 (17:00) | 4             | 30.9. 14:00   | RC Olomouc – RC Slovan Bratislava        | 22:29 (12:17) |       |
| 2             | 23.9. 14:00   | RK Petrovice – RC Olomouc                | 67:13 (29:08) | 5             | 30.9. 14:00   | RC Zlín – RK Petrovice                   | 10:42 (00:21) |       |
| 3             | 23.9. 14:00   | RC Slovan Bratislava – SR Mariánské Hory | 14:27 (07:07) | 6             | 30.9. 14:00   | RC Brno Bystrc – RC Přelouč              | 31:27 (24:06) |       |
| III. kolejka  | III. kolejka  | III. kolejka                             | III. kolejka  | IV. kolejka   | IV. kolejka   | IV. kolejka                              | IV. kolejka   |       |
| 7             | 14.10. 14:00  | RK Petrovice – RC Brno Bystrc            | 15:00 (00:00) | 10            | 20.10. 14:00  | RC Zlín – SR Mariánské Hory              | 08:69 (08:52) |       |
| 8             | 14.10. 14:00  | RC Slovan Bratislava – RC Zlín           | 34:25 (10:20) | 11            | 21.10. 14:00  | RC Brno Bystrc – RC Slovan Bratislava    | 28:15 (20:03) |       |
| 9             | 14.10. 14:00  | SR Mariánské Hory – RC Olomouc           | 85:08 (45:03) | 12            | 21.10. 14:00  | RC Přelouč – RK Petrovice                | 17:22 (07:17) |       |
| V. kolejka    | V. kolejka    | V. kolejka                               | V. kolejka    | VI. kolejka   | VI. kolejka   | VI. kolejka                              | VI. kolejka   |       |
| 13            | 24.11. 13:00  | RC Slovan Bratislava – RC Přelouč        | 03:10 (03:30) | 16            | 1.5. 14:00    | RC Brno Bystrc – RC Olomouc              | 94:03 (42:00) |       |
| 14            | 28.10. 14:00  | SR Mariánské Hory – RC Brno Bystrc       | 12:25 (12:17) | 17            | 3.11. 14:00   | RC Přelouč – SR Mariánské Hory           | 32:24 (15:17) |       |
| 15            | 28.10. 14:00  | RC Olomouc – RC Zlín                     | 08:32 (03:15) | 18            | 4.11. 14:00   | RK Petrovice – RC Slovan Bratislava      | 58:00 (29:00) |       |
| VII. kolejka  | VII. kolejka  | VII. kolejka                             | VII. kolejka  | VIII. kolejka | VIII. kolejka | VIII. kolejka                            | VIII. kolejka |       |
| 19            | 31.3. 14:00   | SR Mariánské Hory – RK Petrovice         | 10:12 (10:00) | 22            | 1.5. 14:00    | RC Zlín – RC Přelouč                     | 23:36 (20:10) |       |
| 20            | 8.5. 14:00    | RC Olomouc – RC Přelouč                  | 00:30 (10:20) | 23            | 7.4. 14:00    | RC Olomouc – RK Petrovice                | 11:10 (00:05) |       |
| 21            | 8.5. 14:00    | RC Zlín – RC Brno Bystrc                 | 27:40 (08:33) | 24            | 1.5. 14:00    | SR Mariánské Hory – RC Slovan Bratislava | 43:03 (19:00) |       |
| IX. kolejka   | IX. kolejka   | IX. kolejka                              | IX. kolejka   | X. kolejka    | X. kolejka    | X. kolejka                               | X. kolejka    |       |
| 25            | 14.4. 14:00   | RC Slovan Bratislava – RC Olomouc        | 15:20 (05:05) | 28            | 21.4. 14:00   | RC Brno Bystrc – RK Petrovice            | 34:03 (10:00) |       |
| 26            | 14.4. 13:00   | RK Petrovice – RC Zlín                   | 55:05 (24:00) | 29            | 21.4. 14:00   | RC Zlín – RC Slovan Bratislava           | 30:22 (08:10) |       |
| 27            | 14.4. 14:00   | RC Přelouč – RC Brno Bystrc              | 12:37 (00:12) | 30            | 21.4. 14:00   | RC Olomouc – SR Mariánské Hory           | 11:36 (11:05) |       |
| XI. kolejka   | XI. kolejka   | XI. kolejka                              | XI. kolejka   | XII. kolejka  | XII. kolejka  | XII. kolejka                             | XII. kolejka  |       |
| 31            | 27.4. 13:00   | SR Mariánské Hory – RC Zlín              | 53:00 (28:00) | 34            | 5.5. 14:00    | RC Přelouč – RC Slovan Bratislava        | 73:00 (24:00) |       |
| 32            | 28.4. 14:00   | RC Slovan Bratislava – RC Brno Bystrc    | 00:80 (00:35) | 35            | 5.5. 14:00    | RC Brno Bystrc – SR Mariánské Hory       | 54:13 (20:13) |       |
| 33            | 28.4. 15:00   | RK Petrovice – RC Přelouč                | 17:11 (12:06) | 36            | 5.5. 14:00    | RC Zlín – RC Olomouc                     | 42:15 (27:10) |       |
| XIII. kolejka | XIII. kolejka | XIII. kolejka                            | XIII. kolejka | XIV. kolejka  | XIV. kolejka  | XIV. kolejka                             | XIV. kolejka  |       |
| 37            | 12.5. 14:00   | RC Olomouc – RC Brno Bystrc              | 10:28 (05:14) | 40            | 19.5. 13:00   | RK Petrovice – SR Mariánské Hory         | 52:07 (26:07) |       |
| 38            | 12.5. 14:00   | SR Mariánské Hory – RC Přelouč           | 31:03 (14:03) | 41            | 19.5. 14:00   | RC Přelouč – RC Olomouc                  | 88:05 (40:05) |       |
| 39            | 12.5. 13:00   | RC Slovan Bratislava – RK Petrovice      | 31:29 (17:10) | 42            | 18.5. 14.00   | RC Brno Bystrc – RC Zlín                 | 88:11 (40:03) |       |

## Baraże
| 25 maja 201314:00 | TJ Sokol Mariánské Hory | 20:34(10:10) | JIMI RC Vyškov | Hřiště TJ Sokol Mariánské Hory, Ostrawa |
| 25 maja 201314:00 |                         | 20:34(10:10) |                | Hřiště TJ Sokol Mariánské Hory, Ostrawa |

| 8 czerwca 201314:00 | JIMI RC Vyškov | 46:12(24:12) | TJ Sokol Mariánské Hory | Areál Jana Navrátila, Vyškov |
| 8 czerwca 201314:00 |                | 46:12(24:12) |                         | Areál Jana Navrátila, Vyškov |